# 羊毛绒球蟹
羊毛绒球蟹（学名：Doclea ovis）为蜘蛛蟹科绒球蟹属的动物。分布于日本、印度以及中国大陆的广东、福建等地，生活环境为海水，一般栖息于河口的泥底或距海岸不远的泥滩或卵石滩上。